# Nyanga (Zimbabwe)
Nyanga è un centro abitato dello Zimbabwe, situato nella Provincia del Manicaland.